# Leudelange
Leudelange (luxembourgsk: Leideleng, tysk: Leudelingen) er en kommune og et byområde i storhertugdømmet Luxembourg. Kommunen, som har et areal på 13,57 km², ligger i kantonen Esch-sur-Alzette i distriktet Luxembourg. I 2005 havde kommunen 1.903 indbyggere. 